# Beatriz Milhazes
Beatriz Milhazes   (Rio de Janeiro, 1960) és una artista plàstica brasilera. És coneguda pel seu treball que juxtaposa la imatge cultural brasilera i les referències a la pintura modernista occidental en obres a gran escala i de colors vius. Ha estat anomenada la pintora contemporània de més èxit del Brasil.
La pràctica de Beatriz Milhazes inclou pintura, dibuix i collage. Caracteritzada per colors llampants, moviment òptic i cadències visuals enèrgiques, la seva obra abstracta fusiona un repertori divers d'imatges i formes, combinant elements del seu context natal brasiler amb l'abstracció europea. Com a pintora, Beatriz Milhazes utilitza una tècnica de transferència única, primer pintant sobre làmines de plàstic, desmuntant-les quan són seques i fent-ne un collage sobre un llenç. Per a aquestes pintures, així com per als seus collages, gravats i instal·lacions, Milhazes es basa en una àmplia gamma de tradicions estètiques, com ara l'art popular i decoratiu, el modernisme europeu i l'Antropofagia, un moviment fundat a finals de la dècada del 1920 que proposava "canibalitzar" les tradicions europees per transformar-les en una cultura clarament brasilera.
El seu quadre de 2000 Meu Limão es va vendre l'any 2012 per 2,1 milions de dòlars a Sotheby's a la ciutat de Nova York, convertint-la en l'artista brasilera viva amb un preu més alt en una subhasta.

## Carrera
Figura de proa de la Generació dels 80, període de l'art brasiler caracteritzat pel retorn de joves artistes a la pintura, Beatriz Milhazes encara viu a Rio de Janeiro, on va néixer l'any 1960. És al seu estudi amb vista sobre el Jardí Botànic on culmina la seva obra. Milhazes és considerada com una dels artistes brasilers més importants, havent participat del Carnegie International, Carnegie Museum of Art, Pittsburgh (1995); la Biennal de Sydney, Sydney (1998); Biennal de Venècia (2003); Biennal de São Paulo (1998, 2004); i Biennal de Xangai, Xangai (2006).
Ha realitzat nombroses exposicions individuals internacionals: Pinacoteca do Estado de São Paulo (2008); Fondation Cartier, París (2009); Fondation Beyeler, Basilea (2011); Fundação Calouste Gulbenkian, Lisboa (2012); Museo de Arte Latinoamericano (Malba), Buenos Aires (2012); Paço Imperial, Rio de Janeiro (2013), Pérez Art Museum, Miami, EUA (2014/2015), White Cube Gallery, Londres (2018), Museu d'Art de São Paulo (2020), Long Museum, Xangai (2021), Pace Gallery, Nova York (2022), Turner Contemporary i Galerie Max Hetzler, Berlin (2023).
La seva obra està inclosa en importants museus i col·leccions públiques com el Metropolitan Museum of Art, Nova York; The Museum of Modern Art, Nova York; Museu Solomon R. Guggenheim, Nova York; Tate Modern, Londres; Museu d'Art Modern de San Francisco, San Francisco; Museu Nacional de Belas Artes, Rio de Janeiro; Pinacoteca do Estado de São Paulo, São Paulo; Instituto Itaú Cultural, São Paulo; Fundació Edson Queiroz, Fortaleza; Museu d'Art Contemporani de Tòquio, Tòquio; Museu d'Art Contemporani del segle XXI, Kanazawa; Museo Nacional Centro de Arte Reina Sofia, Madrid; Fundació Beyeler, Basilea; Centre Georges Pompidou, París.

## Tècnica
Pel que fa a la tècnica, Milhazes es preocupa principalment pel principi del collage, a partir del seu coneixement combinat de les tradicions llatinoamericanes i europees. La barreja cultural del seu Brasil natal és una cosa de la qual Milhazes és conscient i, fins a cert punt, comunica en les seves pintures, a més d'estar vinculada amb el moviment modernista brasiler. Altres influències de Milhazes provenen de la seva pròpia fascinació per les arts decoratives, la moda i la geometria. Milhazes ha descrit el seu propi treball dient «Penso que el meu treball és geomètric, però no puc posar-ho tot en un quadrat o un cercle». El seu procés de desenvolupament de la creació artística va sorgir durant la seva extensa investigació dels processos d'impressió als anys vuitanta.
Un procés lent però constant, el temps és la clau de tot per a Milhazes. Moltes de les seves obres comencen amb la pintura de làmines de plàstic, que després s'enganxen a un llenç. Aquestes làmines de plàstic es desprenen del llenç com un adhesiu deixant pintura. Alguns d'aquests fulls de plàstic han estat reutilitzats per Milhazes durant deu anys. Sovint, si un motiu o dibuix en particular li agrada molt a l'artista, el conservarà, el tornarà a pintar i l'afegirà a múltiples composicions. Descriu afectuosament aquestes peces de plàstic, afirmant que estan gravades amb un record, un record que pot provocar irregularitats. Aquestes irregularitats són acceptades feliçment per Milhazes com una cosa inherent al seu procés creatiu. En els seus treballs, l'artista se centra en aconseguir una superfície llisa en lloc de les pinzellades visibles, amb el gruix com un tema intrigant, però lluny de ser-ne el principal. D'aquesta manera, pot jugar amb les diferents brillantors i nivells de contrast que proporcionen els seus materials per intentar transformar encara més el seu llenç. En les seves pròpies paraules, Milhazes compara el seu procés amb la classe obrera, dient: "Li dic als meus amics que sóc com un treballador de banc... vinc a l'estudi cinc dies a la setmana i faig la meva feina. Estic atenta als detalls i intento no cometre errors".

## Influència
A partir de les reaccions òptiques provocades per artistes com Bridget Riley i Tarsila do Amaral, Milhazes creu que l'art és una manera essencial perquè les persones exterioritzin els seus pensaments i sentiments. El seu treball sovint serveix com a exploració del concepte de conflicte. Ple de colors intensos i formes variades, el seu treball serveix per inspirar un diàleg fort així com "moviments oculars que desafien, per sobre de la bellesa fàcil". Milhazes també treu les seves influències de moltes altres artistes femenines com Sonia Delaunay, Georgia O'Keeffe i Elizabeth Murray. També ha citat el cànon de la història de l'art brasiler com "empoderador en la seva celebració de dones artistes com ella mateixa".

## Temàtica
El treball de Beatriz Milhazes ha estat descrit per un crític com "abstracte, però amb alguna cosa nova a oferir". Aquesta descripció és una cosa que creu que atrau la gent al seu estil, especialment d'un públic occidental. Se sap que la seva obra conté moltes referències populars brasileres i es pot interpretar com a complexa en aquest sentit. Aquestes referències, evidents en molts dels colors i formes vibrants, sovint s'associen amb la part més pobre de la població i, en general, es considera que tenen poc interès per a les classes altes o els intel·lectuals. Aquestes referències avui han canviat de significat a mesura que l'elit social els ha donat importància: la importància de ser brasiler i tenir art brasiler. Troba fascinant la idea de contradicció, un altre factor que influeix en el resultat del seu art.
La seva instal·lació Gamboa II, per exemple, va estar fortament influenciada pel carnaval del seu país natal, Brasil, que inclou ball, disfresses i cercaviles. Aquests elements són evidents en l'obra amb els seus colors brillants que també abraça un estil femení a l'obra.

## Guardons
L'any 2016 va rebre del govern brasiler la medalla de l'Orde del Mèrit Cultural, en grau de comanador.